# Мнгома, Кхаби
Кхаби Вивиан Мнгома (англ. Khabi Vivian Mngoma; 18 ноября 1922, Тройевилль, ныне в составе Йоханнесбурга — 21 декабря 1999) — южноафриканский музыкальный педагог и хоровой дирижёр. Отец певицы Сибонгиле Кхумало.
Родился в семье Дэвила Звелонке Мнгомы, игравшего на концертине зулусскую народную музыку масканди, и школьной учительницы Агнес Матуту Ньембе. Вырос в деревне Аннивилль в Натале. В 1948 году окончил готовивший учителей Колледж Адамса в Аманзимтоти, в годы учёбы был капитаном команд колледжа по футболу и боксу. Брал частные уроки вокала, фортепиано и дирижирования у Йозефа Траунека.
В 1960 году основал в Соуэто Ионийское музыкальное общество (англ. Ionian Music Society) для музыкального образования чернокожих детей, в 1968 году основал в составе общества молодёжный оркестр. В 1975 основал кафедру музыки в Университете Зулуленда и на протяжении многих лет заведовал ею.
Почётный доктор Витватерсрандского университета (1987).